# 独子藤
独子藤（学名：Celastrus monospermus）为卫矛科南蛇藤属的植物。分布在越南、巴勒斯坦、印度、孟加拉、缅甸以及中国大陆的广东、海南、云南、贵州、广西等地，生长于海拔300米至1,500米的地区，见于山坡密林中及灌丛湿地，目前尚未由人工引种栽培。

## 别名
单子南蛇藤（海南植物志） 红藤、大样红藤（广东）

## 异名
- Celastrus benthami Gardn. et Champ. ex Charp.